# بزآهو
بزآهو (نام علمی: Tragelaphus) نام یک سرده از زیرخانواده گاویان است.

## گونه‌ها
گونه‌های این سرده عبارت اند از:
- بونگو (Tragelaphus eurycerus)
- کودوی بزرگ (Tragelaphus strepsiceros)
- کل بیشه (Tragelaphus sylvaticus)
- Kéwel (Tragelaphus scriptus)
- کودوی کوچک (Tragelaphus imberbis)
- نیالای کوهی (Tragelaphus buxtoni)
- نیالا (جانور) (Tragelaphus angasii)
- کل مرداب (Tragelaphus spekeii)